# NGC 184
NGC 184 è una galassia lenticolare situata nella costellazione di Andromeda.

## Descrizione
La galassia presenta una larga riga a 21 cm dell'idrogeno neutro.

## Scoperta
NGC 184 è stata scoperta il 6 ottobre 1883 dall'astronomo francese Édouard Stephan.